# Grant Bramwell
Grant Bramwell, född den 28 januari 1961 i Gisborne, Nya Zeeland, är en nyzeeländsk kanotist.
Han tog OS-guld i K-4 1000 meter i samband med de olympiska kanottävlingarna 1984 i Los Angeles.